# Frocourt
Frocourt är en kommun i departementet Oise i regionen Hauts-de-France i norra Frankrike. Kommunen ligger i kantonen Auneuil som tillhör arrondissementet Beauvais. År 2022 hade Frocourt 522 invånare.

## Befolkningsutveckling
Antalet invånare i kommunen Frocourt
| Referens: INSEE |